# اپرمون-لا-فوره
اپرمون-لا-فوره (به فرانسوی: Apremont-la-Forêt) یک کمون در فرانسه است که در موز (فرانسه) واقع شده‌است. اپرمون-لا-فوره ۳۲٫۸۹ کیلومتر مربع مساحت دارد.